# Pecq (Belgio)
Pecq è un comune francofono del Belgio di 5 309 abitanti, situato nella provincia vallona dell'Hainaut.